# Osmoy (Cher)
Osmoy – miejscowość i gmina we Francji, w Regionie Centralnym, w departamencie Cher.
Według danych na rok 1990 gminę zamieszkiwało 265 osób, a gęstość zaludnienia wynosiła 12 osób/km² (wśród 1842 gmin Centre, Osmoy plasuje się na 876. miejscu pod względem liczby ludności, natomiast pod względem powierzchni na miejscu 589.).